# Baryceros abdominalis
Baryceros abdominalis là một loài tò vò trong họ Ichneumonidae.